# Свињарство
Свињарство или свињогојство је грана сточарства која се бави узгојем свиња ради добијања меса, масти, коже, длаке и др. Најчешће је заступљено у областима интензивне пољопривреде, у приградским зонама и у близини центара прехрамбене индустрије. 
Свињарство је добро развијено у Кини, САД, Русији и Бразилу.

## Категорије свиња
Интензивна производња свиња на великим фармама је условила разврставање грла по категоријама. 
Приплодни подмладак су младе животиње које служе оснивању, одржавању или проширењу запата. Овој категорији припадају женска и мушка грла од узраста око 70 дана и телесне масе око 25 кг па све до првог припуста (првог прашења код женских, односно редовних скокова мушких грла). Женски приплодни подмладак се задржава у овој категорији све до узраста 7-8 месеци, или 120-130 кг телесне масе, а мушка до 12 месеци.
Приплодне крмаче су женска грла од тренутка првог припуста па све до излучења (искључења) из приплода. Време експлоатације (коришћења) траје 3-4 године. Правило је да у току 2 године крмача оствари 5 прашења. 
Приплодни нерастови су мушка грла од времена првог припуста (скока) па до искључења из приплода. Време коришћења је 2-3 године- Уколико служи за природан припуст (директан скок на женско грло), нераст оствари око 100 легала, односно око 500 легала када се користи у вештачком осемењавању.
Прасад на сиси су најмлађа категорија свиња на фарми. Од момента рођења па све до одбијања од мајке (залучења), млада грла остају у овој категорији, односно до животног доба од 30 дана , или телесне масе од 1,3-8 кг.
Одбијена (залучена) прасад су младе животиње које се у овој категорији задржавају од 30. до 70. дана живота, за чије време достигну 22-25 кг телесне масе. 
Свиње у тову се најчешће разврставају у технолошки две категорије: предтов (или тов 1) од 25 до 60 кг, и завршни тов (тов 2) од 60 кг па до краја това (најчешће 105-120 кг).

## Генетичко унапређење свиња
Након укрштања раса са којим је започето шездесетих година прошлог века, увођење перформанс теста седамдесетих година, примена вештачког осемењавања и специјализованих одгајивачких програма, базираних на подацима са комерцијалних фарми, омогућен је генетички развој свињарства при чему је уследила већа економска добит у овој грани сточарства. Посебан значај за праксу и генетичко унапређење свиња имало је проучавање модела наслеђивања као и развој математичко-статистичких метода помоћу којих се утврђује генетичка варијабилност унутар популације, наследна повезаност између особина и селекцијски ефекат.

## Методе одгајивања свиња

### Одгајивање у чистој раси
- Одгајивање у чистој крви ван сродства
- Освежавање крви
- Одгајивање у сродству
- Линијско одгајивање

## Исхрана свиња
Храна за интензиван узгој свиња је концентрована (готова или потпуна) смеша са избалансираним количинама угљено-хидратних, протеинских и витаминско-минералних хранива. Концентрована смеша се прави у две форме: прашкастом и пелетираном. На фармама се храна у оваквом облику чува у специјалним резервоарима, познатим под именом бин-циклони. Предност им је што се поступак пуњења (обично се користи аутоцистерна) и пражњења може потпуно механизовати.
У случајевима индустријске производње на великим фармама, племенитим расама свиња је ограничено кретање, што значи да саме не могу проналазити храну као што би то чиниле у природи, а самим тим је једини извор хране оно што добију од стране човека. На фармама се исхрана обавља ручно или аутоматски. Ручни систем храњења је актуелан на фармама старијег типа као и на великом броју домаћинстава. Аутоматска исхрана представља дозирање хране за одређен број грла у објекту.